# 葉蔻
陳懿琳（1959年—），藝名A蔻，後改為葉蔻，生於台灣台中的歌手，以演唱西洋歌曲聞名，被稱為低音歌后。現為執業中醫師。藝人向娃為其胞姊。

## 生平
畢業於東吳大學英國語文系，輔修西班牙文。
1986年，以藝名A蔻，進入歌壇。擅長西洋歌曲，嗓音低沈，曾在包括國賓、喜來登、來來等多個飯店餐廳駐唱。
個人演唱工作經歷:
- 1982年-1985年，演唱西洋歌曲於各大夜總會、酒店、PUB。
- 1986年，第一張國語專輯走不完的愛中國電視公司八點檔雙面佳人主題曲，華視八點檔孟麗君主題曲。
- 1988年，第二張國語專輯國語老歌感性篇PART 1出版發行，錄製華視金鐘獎個人專輯。
- 1989年，第三張國語專輯，新歌專輯惑出版發行，中視連續劇誰來愛我主題曲及插曲。
- 1990年，第四張國語專輯，國語老歌感性篇PART 2出版發行，全省文化中心七場個人演唱會。
- 1991年，第五張國語專輯，新歌專輯醉愛出版發行，大洋洲巡迴演唱。
- 1992年-1995年，巡迴演唱於歐洲、北美洲、南太平洋、東南亞等地區。
- 1995年-1997年，從事廣播電台策劃、主持、製作廣告等工作，主持節目為中國廣播公司-加油站，台灣廣播公司-美好時光，正聲廣播公司-環遊世界及中小企業界金鐸獎頒獎典禮。
- 1998年，中視二台非常爵士音樂節目之策劃、主持、音樂監製，4月-12月三季於馬來西亞拍攝VCD錄製，第二次華視金鐘獎個人專輯。
- 1999年，加拿大、美國南灣矽谷921賑災晚會活動。
- 1999年，馬來西亞、新加坡發行懷念老歌甄選名曲專輯。
- 2000年5-6月，於香港、馬來西亞錄製懷念老歌舞曲專輯。
- 2001年6.8.9.10月，國語、西洋歌曲及閩南語懷念歌曲巡迴演唱會，於北、中、南文化中心、社教館、國父紀念館等。
- 2001年11、12月，北、中、南台灣參與縣市長及立法委員助選活動，並策劃、製作、主持造勢晚會活動。
- 2004年10月8日，到新加坡參加雙十國慶晚會演出。
- 2005年8月13日，花蓮恆基文教基金會慈善演出。
- 2006年2月28日，台北國父紀念館懷念金曲演唱會。
- 2006年12月24日，台北國父紀念館懷念金曲演唱會。
- 2007年1月26日，永豐棧飯店個人演唱會。
- 2007年12月23日，國父紀念館演唱會懷念金曲演唱會。
- 2008年1月19日，上海蘇州體育場台商聯誼演唱會。
- 2008年4、7、8、10月，恆基基金會為受虐兒－送愛心至家扶。
- 2008年6月10日，藥師公會國際會議中心Very Jazz演唱會。
- 2008年7月13日，永和市國父紀念館演唱會。
- 2008年12月24日，新營文化中心聖誕夜演唱會。
- 2009年8月19日，台北國父紀念館-爵色絕色Jazz-Echo個人演唱會。
- 2011年7-9月，新北市文化大進擊代言－演唱會。
- 2011年10月29日，江蘇蕪錫張家港體育場台商聯誼演唱會。
- 2011年12月21日，台北市政府台北電台週年慶演唱會。
- 2012年2月，東莞台商聯歡會商演。
- 2012年5月27日，台北國父紀念館群星會演唱會。
- 2012年10月3日，發行懷念旋律系列發燒碟-薔薇之戀、跟我來跳舞吧！
- 2017年1月21日，台北市政府國樂團寶島回想曲─周藍萍經典作品音樂會台北國際會議中心大會堂表演。
- 2017年5月6日，金嗓金曲演唱會台北國父紀念館演出。
- 2018年9月29-30日，台北市政府國樂團行影如歌-李行導演電影音樂會台北國際會議中心大會堂表演。

- 1999年，因身體狀況不佳，淡出歌唱事業，但也因此對中醫產生興趣。
- 2006年，參與中醫師特考，以差0.82分落榜。她認為簡答題閱卷標準不公，提出六次訴願，之後進行行政訴訟。
- 2012年，法院宣判，她獲得勝訴，考選部於2013年1月宣布補取，考試院長關中曾對此表示歉意[1]。葉蔻提起國賠訴訟，是國考史上第一個已上榜考生提起國家賠償訴訟[2]。

- 2013年，獲頒「功在國考」葉蔻撤國賠申請[3]。
- 2015年6月，榮獲SCI國際期刊刊登「中草藥治療台灣人失眠與憂鬱症」。[4]

- 2016年，取得北京中醫藥大學博士學位。

- 2017年，獲得中醫師公會優良學術論文著作獎。[5][6]

- 2017年，榮獲國際期刊刊登「中醫治療肝硬化至肝癌的追蹤」關於中草藥介入肝硬化病人，10年的追蹤，可減緩轉成肝癌的研究。[7]

## 出版作品

### 著作
| 年份         | 書名 | 出版社   | ISBN               |
| ------------ | --- | -------- | ------------------ |
| 2019年9月2日 | 《學中醫，救自己：打造不生病的體質，最好自己來。過敏、常感冒、失眠、憂鬱、坐骨神經痛……通通能不藥而癒。》 | 大是文化 | ISBN 9789579654234 |

## 音樂作品
| 發行日期 | 專輯名稱     | 唱片公司 | 曲目 |
| -------- | ------------ | -------- | --- |
| 1986年   | 走不完的愛   | 四海唱片 | 曲目 1. 走不完的愛 2. 一根蠟燭 3. 生日前夕 4. 溫暖我的視線 5. 網 6. Love Is All I Need 7. 下弦月 8. 錯 9. 奔放的愛 10. 你的俘虜 11. 昨夜一場夢 12. 輕輕擁著我   |
| 1988年   | 懷念老歌     | 麗歌唱片 | 曲目 1. 偷吻 2. 濛濛細雨憶當年 3. 彩雲飛 4. 寄語白雲 5. 秋纏 6. 就這樣的約定 7. 寂寞 8. 煙雨斜陽 9. 夜歸人 10. 窗 11. 我要你忘了我 12. 月亮代表我的心           |
| 1988年   | 惑           | 麗歌唱片 | 曲目 1. 惑 2. 誰來愛我 3. 我不想回頭 4. 曾經有一個夜晚 5. 浪漫的夜 6. 陪我唱完這首歌 7. 那個說無奈的人就是我 8. 誰說 9. 靜靜的看著我 10. 午夜霓虹               |
| 1989年   | 心戀         | 麗歌唱片 | 曲目 1. 心戀 2. 重逢 3. 寒夜的街燈 4. 何日君再來 5. 愛情像汽球 6. 神秘女郎 7. 給我一個吻 8. 我是浮萍一片 9. 秋夜 10. 如果沒有你 11. 給我一杯愛的咖啡 12. 好預兆 |
| 1991年   | 紅塵心曲     | 麗歌唱片 | 曲目 1. 唯一的夢鄉 2. 醉愛 3. 今夜我生日快樂 4. Tina 5. 孤獨精靈 6. 最後的保留 7. 一夜心事 8. 不褪色的思緒 9. 呢喃的謊言 10. 我以為我可以沒有你                 |
|          | 薔薇之戀     |          | 曲目 1. 薔薇之戀 2. 大江東去 3. 過去的春夢 4. 愛你在心口難開 5. 南屏晚鐘 6. 昨夜夢中 7. 海上良宵 8. 不了情 9. 晚霞 10. 癡癡的等 11. 今宵多珍重                  |
|          | 跟我來跳舞吧 |          | 曲目 1. 夜只有我 2. Besame Mucho 3. 狂戀 4. 酒醉的探戈 5. 關達娜美拉 6. 初戀女 7. 小癩痲 8. 阿蘭娜 9. 江水向東流 10. 梅花 11. 得不到的愛情 12. 船歌             |